# Dák Királyság
A Dák Királyság egy ókori barbár államalakulat volt, amely több jelenkori ország – főleg Románia – területén helyezkedett el. Nevét az őslakos dákokról kapta, habár számos más népcsoport – például kelták, germánok, géták, görögök és a szkítákkal rokon iráni népek is – éltek a területén. Történelmét és 200 évnyi fennállását a Római Birodalommal való folytonos háborúskodás jellemezte, és ez vezetett az összeomlásához is.

## Kialakulása

### Kezdetek
A régészeti leletek egyértelmű tanúsága szerint a dákok nem voltak őshonosak a Kárpát-medencében és környékén. A királyság kialakulásának története az időszámítás előtti ezredik év környékére nyúlik vissza, őseik ugyanis ekkor vándoroltak be erre a területre. Ekkor jelent meg ugyanis Erdélyben a Gáva-kultúra, amelynek területe kiterjedt a Kárpát-medence keleti felére, Galíciára és Besszarábiára, a Balkán-hegység és az Al-Duna között elterülő síkságra és a mai Dobrudzsára is. Ennek a hamvasztásosan, urnába temetkező népességnek a telepei eljutottak egészen a Dnyeper vidékéig, Kijev környékére is. Az állattartás és a földművelés hozamának növekedésével párhuzamosan fellendült a fémművesség, és a bronztárgyak mellett megjelentek a vas használatának első nyomai is. Utóbbi összefügg azzal a jelenséggel, hogy a Gáva-kultúra területén már a kezdetekkor megjelent egy keleti eredetű lovas népcsoport, akik jelentős változásokat hoztak az addig csak paraszti közösségek életében. A vasmegmunkálás, és a bronzból készült lószerszámok megjelenése mellett, beindult a társadalmi tagozódás is: erődített hatalmi központok és települések jöttek létre, és a módos keleti vezetőréteg megjelenésével a az újfajta gazdag halomsírok (kurgánok) is megjelentek. Példának említhetőek Oláhlápos és Rigósfürdő kurgánjai. Az egykori barbár királyság alapjait ez a régészeti kultúra teremtette meg, amely folyamatosan fejlődött a helyi őslakos népesség és a betelepülő jövevények fokozatos összeolvadásának köszönhetően. E fejlődés törzsterülete valószínűleg a Maros, Tisza, Duna folyók, és a Déli-Kárpátok által közrezárt területen volt, ahonnan részben népi, részben kulturális terjeszkedéssel magyarázható a Gáva-kultúra jóval nagyobb területű kiterjedése. Írott források hiányában népről és nyelvről nem lehet beszélni, ugyanakkor e régészeti kulturális egységnek félreérthetetlen kapcsolatai vannak az Al-Duna vidékének egykorú népességével, a havasalföldi Babadag- és az észak-Bulgáriai Pšeničevo régészeti kultúrákkal. E kapcsolatokat kézenfekvő azzal magyarázni, hogy egymáshoz közel álló, rokon nyelveket beszélő népek éltek ezeken a területeken, a későbbi írott források alapján pedig már azonosítani is lehet őket. Hérodotosztól tudjuk, hogy a Balkán-hegységtől északra az i. e. 6. század végén a géták laktak, azok a géták, akikről Augusztus császár korának földrajtudósa Sztrabón azt írja, hogy ugyanazt a nyelvet beszélik, mint a dákok. A nyelvtudomány mai eredményei alapján a dákokat és a trákokkal azonos (vagy legalábbis igen közel álló) nyelvet beszélő etnikumoknak tartjuk. Szintén Sztrabónnál olvasható, hogy a géták a mőszökkel (latinul moesi, görögül μυσοι) és a trákokkal keveredtek, V. Georgievnek pedig sikerült nyelvészeti adatokkal valószínűsítenie, hogy a dákok és a mőszök hasonló nyelvet beszélhettek. A késő-bronzkor vége és az említett népeknek az írott forrásokban való feltűnése között, ezen hatalmas területen nem számolhatunk olyan népességcserével, amely alapjaiban változtatta volna meg az etnikai viszonyokat, azért a Gáva-kultúra népét, és a rokon népcsoportokat biztosan a dákok, géták, és mőszök elődeinek kell tekinteni. Ez ugyanakkor nem jelenti azt, hogy a népesség e nagy terület minden részén folyamatosan változatlan maradt, és ne számolhatnánk népcsoportok költözésével, kisebb népmozgásokkal.

### A keleti lovas népek hatása
Még a királyság megalakulása előtt, a területén keleti, – iráni nyelvet beszélő – a szkítákkal rokon lovas-nomád népek telepedtek le, akik jelentős változásokat hoztak a helyiek életében. Ezek a változások nem egyforma mértékben érintették a helyi közösségeket. Volt, ahol az új betelepülők kultúrája vált a dominánssá, máshol pedig ők asszimilálódtak a helyiek közé. Bár hatásuk jelentős volt a dák királyság fejlődésére, nem beszélhetünk tisztán szkíta kultúráról. A Kárpátok már akkor is sikeresen állták útját a különböző kulturális hatásoknak, ezért a Gáva-kultúra területét három, jól elkülöníthető részre lehet osztani. Ezeken mind a szkíta betelepülők, mind az egyéb népek más-más mértékben hagytak nyomot.
A kései bronzkor végén, az i. e. 8. században keleti népcsoportok jelentek meg ezen a területen, akik megbolygatták a helyi lakosság viszonyait. E keleti lovas népről biztosan tudjuk, hogy iráni nyelvet beszélt. Nép- és személyneveik, mint szigünna, agathürsz, Szpargapeithész világosan vallanak nyelvükről, amely nem állhatott távol a kelet-európai szkítákétól. Iráni nyelvet beszélő népek betelepülése erre a területre egyébként sem tartozik a ritkaságok közé. Már a Gáva-kultúrát megelőzően nagyobb csoportjaik telepedtek le Erdélyben és az Északkelet-Alföldön (Noua-kultúra), illetve a Duna torkolatvidékén is folyamatosan jelen voltak az i. e. 7. századtól. A kora vaskori szigünnák és agathürszok megjelenése éppen a későbbi dák királyság központi területén – Erdélyben – vezettek mélyreható társadalmi változásokhoz, ahol ennek következtében a korábbi lakosság szinte teljesen eltűnt. Az új jövevények anyagi kultúrájában főként azok a jegyek feltűnőek, amelyek Kelet-Európa szkíta kultúrájára is jellemzőek: a jellegzetes nyílhegyek, a szkíta tőrök és rövid-kardok (akinakészek), és a bronztükrök. A Gáva-kultúra területén máshol ilyen mértékű változással nem számolhatunk, sőt, éppen a helyi őslakosság folyamatosságára mutatnak adatok az Al-Duna vidékén, és a Kárpát-medence Tisza menti és alföldi részein is. Utóbbi területeken a betelepülő szkíták gyorsan összeolvadtak az őslakókkal, a temetőkben fokozatosan a helyiek hamvasztásos temetkezési rítusa jut uralomra. Ez a fajta összeolvadás a későbbiekben is folytatódott, amikor az újabb szkíta jövevények mellett, a Balkán-félsziget középső részéről (a későbbi Moesiából) is érkeztek betelepülő csoportok a Tisza vidékére. A korai és a kései vaskor fordulóján (nagyjából i. e. 500 körül) a Kárpát-medencében megjelent a Vekerzug-kultúra, a Keleti- és Déli-Kárpátokon túl pedig a Ferigile-Bârseşti-kultúra.Ezek szintén a helyi őslakosság, a szkíta jövevények, és a balkáni bevándorlók ötvöződésének az eredményei, de minden esetben más-más arányokkal és jellemzőkkel. A Kárpát-medencére csak nagyon ritkán jellemző a halmok alá temetkezés, míg a Kárpátokon kívül szinte általános. Ennek eredményeként, a kései vaskor kezdetére létrejött egy - a Gáva időszakhoz hasonló - nagy kiterjedésű kulturális egységgel rendelkező terület, amely egységen belül, néha jelentős helyi különbségek alakultak ki. Jó példa erre az erdélyi agathürszok elkülönülése, akik megőrizték temetkezési rítusukat, majd nyom nélkül eltűntek az i. e. 5. század végén. Helyükre csak elvétve telepedtek nyugatról – az Alföldről – a Vekerzug-kultúra dák csoportjai.
A déli, később Havasalföld néven ismert területek története egészen másként alakult. Az Al-Duna mentén élő géta törzsek fejlődésében a Fekete-tenger partján sorakozó görög gyarmatvárosok játszottak egyre nagyobb szerepet, melynek hatására a géták anyagi kultúrája átalakult. Ezek között legfontosabb a milétoszi telepesek által, i. e. 657-ben alapított Histria (ma Istria) volt. A terület nagy része azonban az i. e. 5. és 4. században lakatlan marad, amire a régészeti leletanyag hiányán túl, az írott források is utalnak. Hérodotosz és Arrianosz ezt a területet pusztaságként írták le. Ez az övezet része volt egy, a Dunántúlra is átnyúló lakatlan sávnak, amely – aligha véletlenül éppen az erdélyi agathürszok eltűnése után – az i. e. 4. században kezdett benépesülni. Az idetelepülők a sáv nyugati részén kelták voltak, akik nemcsak a lakatlan övezetet foglalták el, hanem az Alföldet is megszállták, és a későbbi Erdélybe is behatoltak.

### A kelták szerepe
Az i. e. 4. század harmincas éveiben a Balkán-félsziget középső részén is feltűnő kelták Erdély egész területén megtelepedtek a század végére. Igaz ugyan, hogy közöttük jelentős számú alföldi dák telepes is volt, a terület történetét egészen az i. e. 1. századig mégis elsősorban a kelta lakosság határozta meg. Legjobban a keleti kelta pénzverés helyi megjelenése – amely a román szakemberek szerint valójában dák –  jelzi ezt. A pénzverés súlypontja a Kárpát-medence belső területein volt, és a leletek többsége a későbbi dák területen belül is, Erdélyből kerültek elő. A Kárpátokon kívül jóval ritkábbak. Az i. e. 3. század közepe táján kezdődő barbár éremverésnek egyébként is kevés köze lehet a dákokhoz, akikről az i. e. 1. századig nincs olyan adat, amely jelentős politikai szerepükre utalna. A Kárpát-medence keleti területéről több kelta törzs is neve is ismert: anartoi, teuriskoi, és kotinoi. Erdélyben tehát az i. e. 4. századtól kelta uralommal lehet számolni, aminek a Kárpátokon túli kiterjedését is jelentős mennyiségű adat igazolja, azonban a dákoknak nem jutott jelentős politikai szerep az i. e. 1. századig.

### Boirebisztasz, az államalapító
Boirebisztasz vagy más átiratban Burebista volt az első dák uralkodó és a királyság név szerint ismert megalapítója, aki a dákokat politikai tényezővé tette. Egyes – főleg román – történészek szerint nem Boirebisztasz volt az első dák uralkodó, hanem az i. e. 3. századi Dromikhaitész, esetleg az i. e. 2. századi Oroles vagy Rubobostes. Az első valójában a trák odrüsziak uralkodója volt, míg az utóbbi két név egyszerű elírása, az i. e. 1. századi Burebostes (Boirebisztasz) és és Róles neveknek. Politikai helyzete nem volt könnyű, ugyanis ekkoriban (az i. e. 1. században) a Balkán déli részén már római uralom volt, amit a mai Belgrád környékén élt kelta scordiscusok veszélyeztettek. A Fekete-tenger partján fekvő görög városok VI. Mithridatész pontoszi király uralma alatt álltak, és ott voltak még a basztarnák is, akik több hullámban, rendszeresen átkeltek a Dunán. A nehézségek ellenére országa sikeresen egyesítette a Kárpát-medence keleti részén, kelta uralom alatt élő dák alapnépességet, az ekkor már szarmatának nevezett iráni eredetű de helyben élő lovasnépeket, a Kárpátoktól keletre élő karpokat, valamint az Al-Duna menti géta parasztfalvakat, amelyekben gyakran megfordultak pontoszi görög és trák kereskedők is. Hatalmi központja a Szeret alsó folyásánál lévő Zargidava (Ma Poiana) volt, melyen az i. e. 1. században három méter magas sáncot emeltek, megközelítését pedig árokkal nehezítették meg. Életével kapcsolatban minden más bizonytalan. Uralkodásának kezdetét i. e. 82 és i. e. 60 közé teszik. Ezután Boirebisztasz uralma alá hajtotta a kelta scordiscusokat és szövetségesévé tette a basztarnákat is, akik segítségével jelentős győzelmeket aratott. A velük való közeli kapcsolatra utal nevének -bisztasz, -bista utótagja, valamint a hatalmi központja területén előkerült gazdag basztarna emlékanyag is. Később hatalmát kiterjesztette a Fekete-tenger partján lévő görög gyarmatvárosokra is, egészen Apollóniáig (ma Szozopol, Bulgária). Ezek meghódításának időpontját hagyományosan i. e. 55 és 48 közé szokás helyezni, azonban az akkori politikai eseménysor ismeretében ez valószínűleg néhány évvel korábban történt. A görög városok elfoglalását a boiok és a tauriszkuszok elleni háború követte, majd hadjáratokat vezetett a Morvaországban lakó germánok ellen is. Hatalma nyugaton a Morva folyónál fekvő Carnuntumig terjedt, habár lehetséges hogy a dák hadak messzebb is eljutottak. Amennyiben a Visztula mentén ismert Setidava város (ma Kalisz, Lengyelország) nem Ptolemaiosz tévedése, akkor a jellegzetes dák várnév Boirebisztasz északi hódításaira utalhat. Később több hadjáratot vezetett a Balkán-félszigeten is, ennek következménye, hogy a balcsiki feliraton „Trákia első és legnagyobb” királyának nevezik. Keleti irányú hódításokról nincsen adat, azonban mivel a basztarnák a fennhatósága alá tartoztak, és ismert hogy elpusztították Olbiát, hatalma keleten legalább a Dnyeper folyóig terjedt.

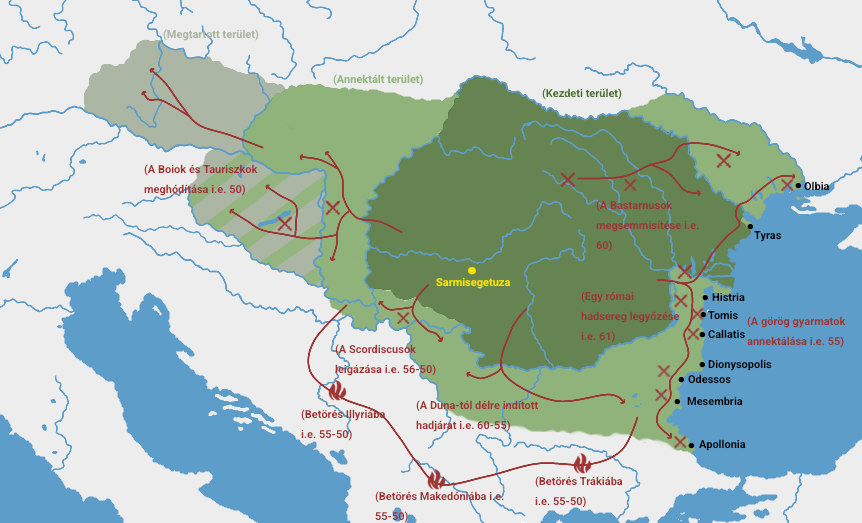
Boirebisztasz hadjáratainak egy lehetséges térképe